# Longin
Longinus (în greacă: Λογγῖνος, Longĩnos, n. c. 212- d. 272 d.Hr., numit și Pseudo-Longin) a fost un retor elin, cunoscut în special pentru tratatul Περὶ ὕψους (Perì hýpsous, Despre sublim), prima lucrare ce explorează această categorie estetică, notabilă atât pentru vioiciunea cât și pentru naturalețea stilului.